# 顧皋
顧臯（1763年—1832年），字缄石、一字晴芬，号歅斋。江苏无锡人，清朝政治人物、狀元。

## 生平
明朝東林黨人顧憲成、顧允成長兄顧性成七世孫，嘉庆六年（1801年）状元，授翰林院修撰。嘉庆九年（1804年）任贵州学政，升为国子监司业。嘉庆十七年丁憂。嘉庆二十年（1813年）充庶吉士教习，入值懋勤殿。長於寫生，尤擅作叢蘭修竹，曾參與编纂《石渠宝笈》、《秘殿珠林》。卒于道光十二年（1832年）。

## 延伸阅读
[在维基数据编辑]
 《清史稿·卷376》，出自趙爾巽《清史稿》